# Paradisier d'Entrecasteaux
Manucodia comrii
Espèce
Statut de conservation UICN

 LC  : Préoccupation mineure
Statut CITES
Le Paradisier d'Entrecasteaux (Manucodia comrii) est une espèce de passereaux appartenant à la famille des Paradisaeidae.
Le Paradisier d'Entrecasteaux a gardé l'aspect d'un corbeau. Mâles et femelles sont presque identiques contrairement aux autres espèces de paradisiers.

## Distribution
Îles d'Entrecasteaux et îles Trobriand à la pointe est de la Nouvelle-Guinée.

## Sous-espèces
- M. c. comrii (P. L. Sclater, 1876) : îles d’Entrecasteaux (Goodenough, Wagifa, Fergusson, Normanby et îles Dobu).
- M. c. trobiandi (Mayr, 1936) : îles Trobiand (Kiriwina, Kaileuna).

## Dénomination
Sclater, 1876, avait nommé ce taxon Manucodia comrii en hommage au Dr P. M. Comrie. Il existe aussi les autres noms français de manucode ou paradisier d’Entrecasteaux (Ottaviani 2012).

## Habitat
Le manucode bouclé fréquente les forêts (de 0 à 2 200 m), les jardins, les plages et les grèves boisées (Gilliard 1969). Il apparaît dans différents types d’habitats boisés en plaine et en montagne : lisières de forêts, savanes arborées, grèves parsemées de casuarinas, formations secondaires en lisière de boisements, jardins abandonnés et, parfois, mangroves (Ottaviani 2012).

## Alimentation
Il recherche sa nourriture seul, en couple, en groupe ou même en association avec le paradisier de Goldie sur l’île Fergusson. Le régime alimentaire est peu documenté, la consommation de fruits a été dûment observée mais il est probable que de petites proies soient également capturées (Frith & Frith 2010).

## Mœurs
Doté d’une nature peu méfiante, voire curieuse, il évolue seul ou en petits groupes à la recherche de sa nourriture. Ce manucode, avec sa taille considérable, son plumage bouclé aux couleurs irisées, son vol lent et ondulé, et son habitude de débiter ses vocalises graves, bien en vue sur un perchoir élevé, est l’un des oiseaux les plus frappants de ces îles (Gilliard 1969).

## Voix
L’appel typique est une série monotone, grave, roulée et descendante wood-loudloud-loud-loud. Un autre cri, plus court et plus musical, consiste en une note plus aiguë devenant rapidement plus grave. Ces appels sont émis toute la journée en commençant une heure avant le lever du jour (Gilliard 1969).

## Parade nuptiale
La période nuptiale n’est pas bien définie mais, fin septembre, quatre à six manucodes avaient investi un bouquet d’arbres et se tenaient éloignés, de deux à dix mètres, les uns des autres. Ils se penchaient en avant tout en criant, les ailes vibrantes et soulevées et la queue déployée et relevée (Frith & Frith 2010).

## Nidification
La période de reproduction s’étend de juin à novembre puis en mars, la construction du nid ayant lieu à la mi-novembre ; la ponte, en mars et de juin à octobre, avec des jeunes au nid en octobre à d’Entrecasteaux et Trobiand. Le nid consiste en une coupe de tiges et sarments de vignes lâchement entrelacés ou en une épaisse assise de feuilles avec un revêtement intérieur de lambeaux de bois sec. Il est construit dans un arbre à huit mètres de hauteur. La ponte comporte un ou deux œufs. Les poussins présentent une tête particulière avec juste une ligne centrale de plumes noires sur la couronne et une zone de peau nue bleu foncé sur la face. Ils conservent cet aspect étrange pendant des semaines après avoir quitté le nid (Frith & Frith 2010, Ottaviani 2012).

## Statut
L’espèce est commune ou abondante sur Fergusson et Goodenough. La population des îles Trobiand est moins abondante et peut-être même menacée par la dégradation de l’habitat. A Kirwina, les oiseaux survivent dans les jardins abandonnés faute d’habitat approprié (Frith & Frith 2010).